# Follas novas
A Follas novas (címének jelentése: „új (fa)levelek”) Rosalía de Castro galiciai költőnő galiciai nyelven írt, 1880-ban Havannában megjelent verseskötete. Három fő műve közül ez az egyik a Cantares Gallegos és az En las orillas del Sar mellett. Eredetileg a Cantares folytatásának tekintették, mivel a benne szereplő új versek 40%-a mutat rokonságot vele, de a többi rész eltérő lelkületű.

## Tartalma
A kötet az előszó után öt fő részből áll:
| Cím                                          | Körülbelüli jelentése                 | Versek száma |
| -------------------------------------------- | ------------------------------------- | ------------ |
| Vaguedás                                     | Hiábavalóságok                        | 20           |
| ¡Do íntimo!                                  | Az intimből/-ről!                     | 16           |
| Varia                                        | Vegyes                                | 17           |
| D’a Terra                                    | A földről                             | 7            |
| As viudas d’os vivos e as viudas d’os mortos | Az élők özvegyei és a holtak özvegyei | 13           |

A kötetet, amely Rosalía Castro utolsó galiciai nyelvű verseket tartalmazó műve volt, sok kritikus a galiciai költészet leguniverzálisabb alkotásának tartja. Hangnemében tükrödőznek az írónő fizikai és lelki fájdalmai, a hazájától való távollét és családi problémák miatti negatív hangulat: a versek töprengőek, kétségbeesettek, a saudade jellemzi őket, szerzőjük az emberi létet fájdalomként értékeli, de őszintén megfogalmaz benne szociális követeléseket is. Vannak, akik szerint mindezt nem filozofikus vagy didaktikus célzatból teszi, mindössze egyszerűen érzelmileg kitárulkozik és kiönti a szívét.
A kötet egyik legismertebb versét, a Negra sombra („Fekete árnyék”) címűt meg is zenésítették, a dal Galicia-szerte népszerű ma is. Egyik változata (Luz Casal és Carlos Núñez feldolgozásában) elhangzik A belső tenger című 2004-es filmben is.

## Emlékművek, emléktáblák
Galiciában több emlékművön és emléktáblán is olvashatók a Follas novasból származó idézetek. Lugóban egy, az írónő arcképét is ábrázoló emlékművön a ¡Do íntimo!, A Coruñában a Varia, Padrónban pedig az As viudas d’os vivos e as viudas d’os mortos című részből látható egy-egy idézet.

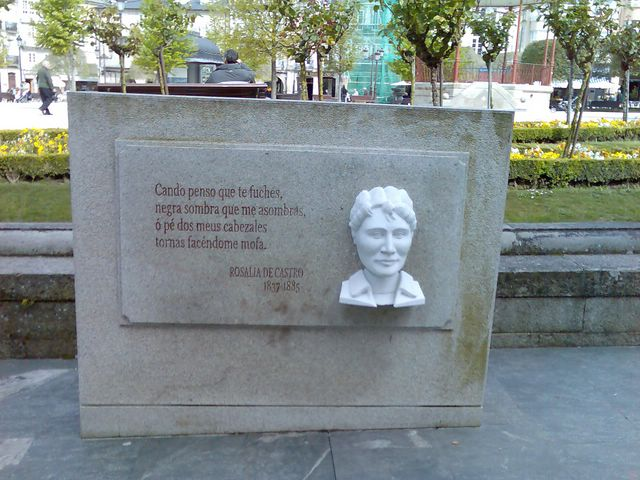
Emlékmű Lugo városában a Follas novasból vett idézettel
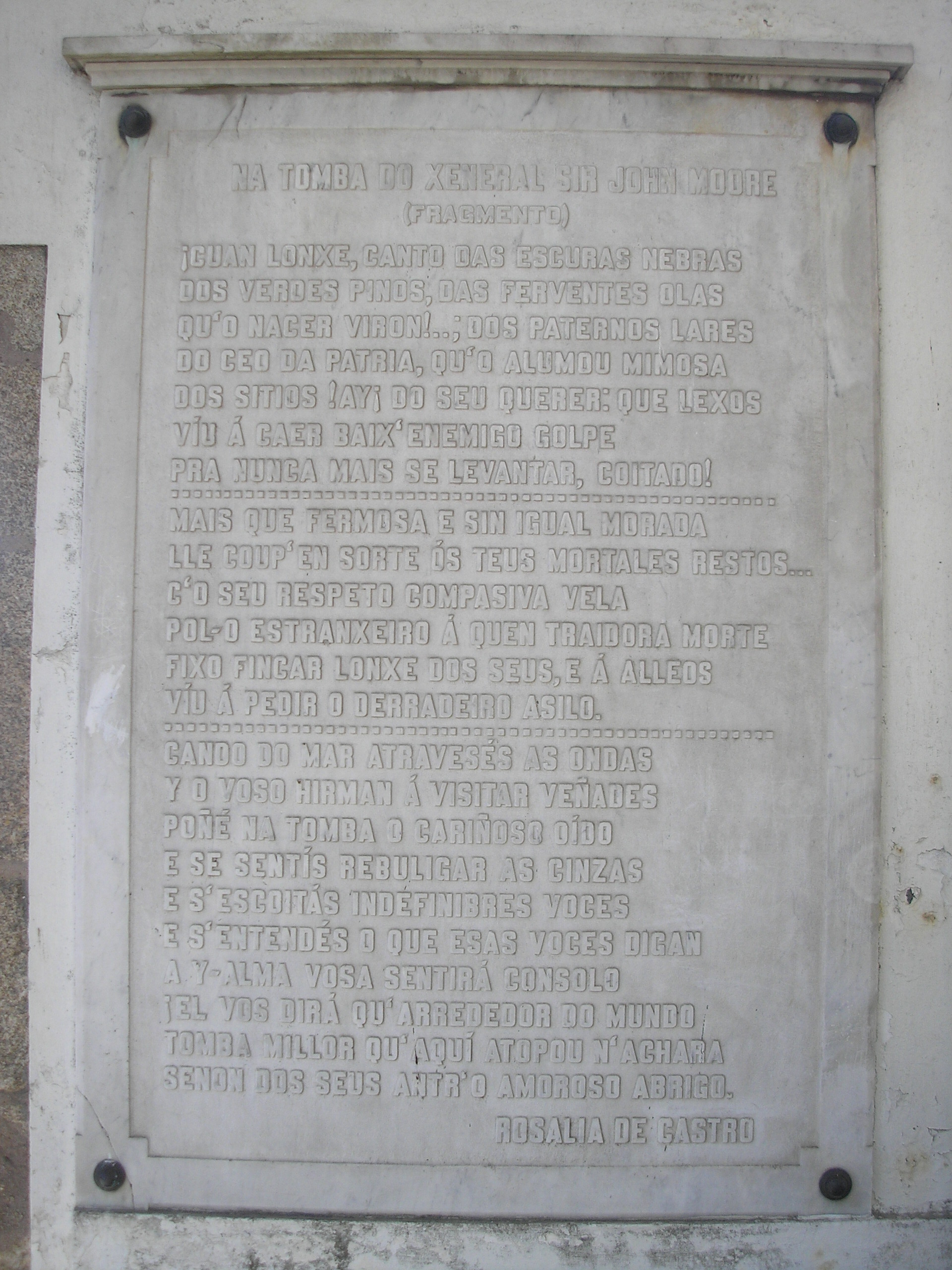
Emléktábla A Coruñában, rajta a N’a tomba d’o xeneral ingles Sir John Moore vers részlete
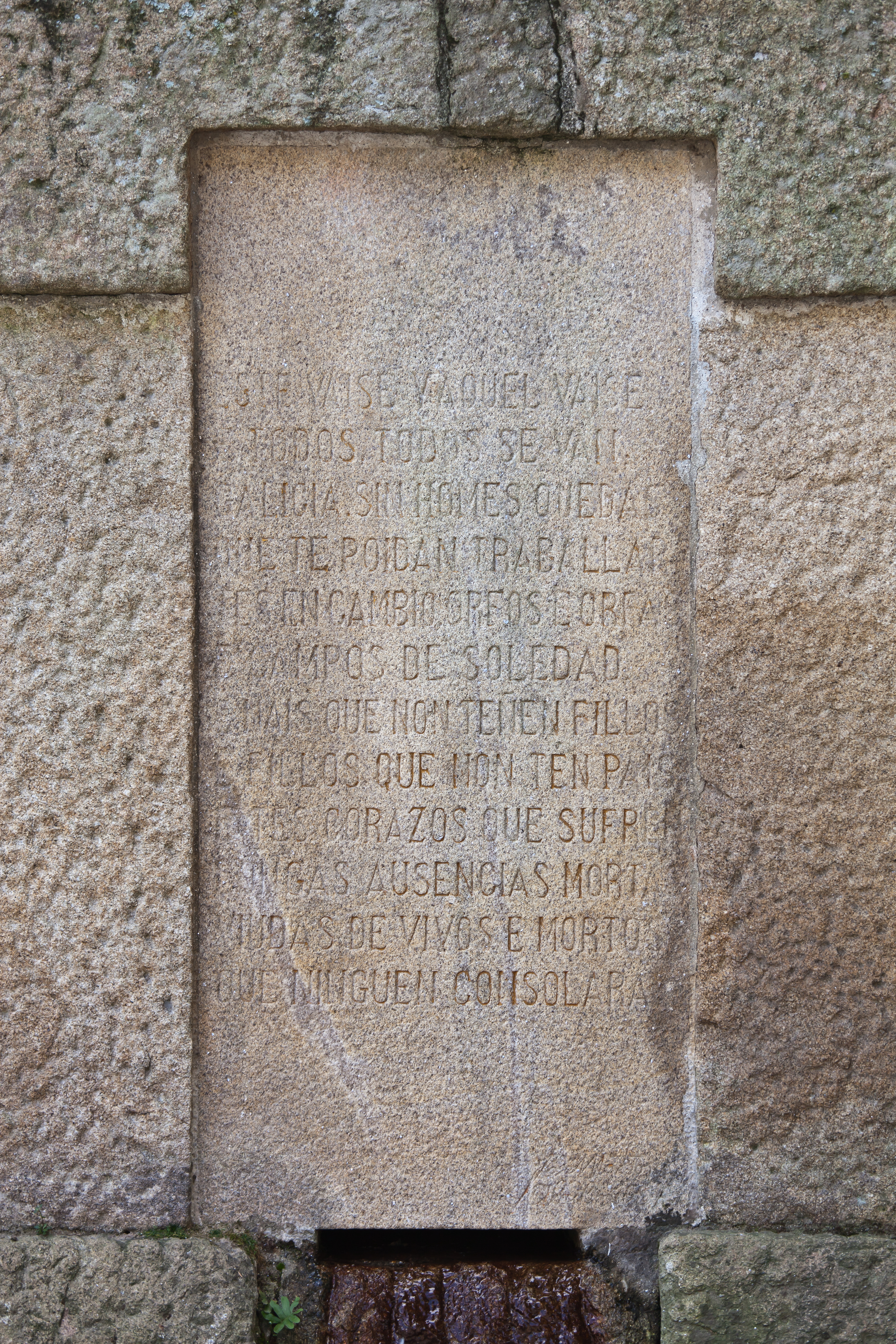
Kőbe vésett idézet Padrónban az utolsó részben található ¡Prá á Habana! V. versével